# Gnom, Eisenbahn betrachtend
Gnom, Eisenbahn betrachtend, auch Gnomen, ist ein Gemälde von Carl Spitzweg, das um 1848 in Öl auf Holz (dem Deckel einer Zigarrenschachtel) entstand. Es befindet sich heute in einer Privatsammlung in Franken.

## Bildbeschreibung
Gegenüber der Bildmitte etwas nach rechts versetzt steht im Schatten eines Höhleneingangs im schroffen, braunen Fels einer Bergflanke eine kleinwüchsige, bärtige Gestalt mit rotbraunem Kapuzenmantel. Der Höhleneingang wird von Wurzeln und belaubten Zweigen gesäumt. Der Gnom setzt sich deutlich von der dahinterliegenden, in helles Sonnenlicht getauchten Landschaft ab. Mit auf dem Rücken verschränkten Armen blickt er hinunter ins Tal, wo auf der linken Seite eine fahrende Dampfeisenbahn mit mehreren Waggons zu sehen ist. Der weitere Streckenverlauf in Richtung Bildmitte lässt sich erahnen. Dort leuchten im Bildhintergrund die Kirche und weitere Gebäude einer Ortschaft in der Sonne, darüber türmen sich weiße Wolken vor einem blauen Himmel auf. In der rechten unteren Bildecke befindet sich Spitzwegs Monogramm, das S mit dem stilisierten Spitzweck.

## Rezeption
Für Klaus Dietz, Sachverständiger beim Auktionshaus Ketterer Kunst, ist das Gemälde „ein hervorragendes Beispiel der kompositorischen Meisterschaft Spitzwegs.“ Die alte Welt der Märchen und Sagengestalten werde der neuen Welt des Wandels und des technischen Fortschritts auch kritisch gegenübergestellt. Der Gnom als Verkörperung der unberührten Natur sei nur für den Augenblick sicher, über kurz oder lang werde er durch die neuen Entwicklungen verdrängt.

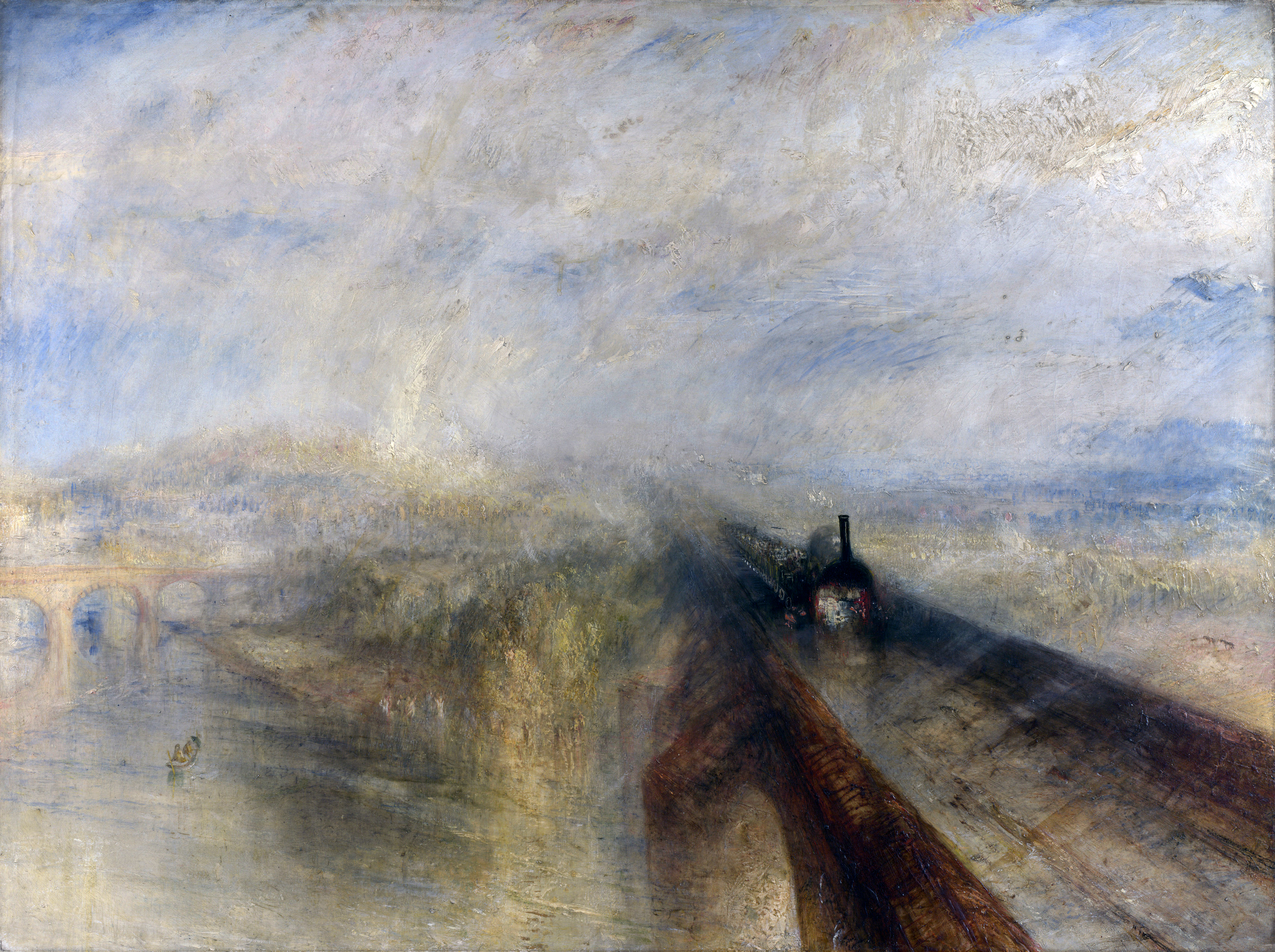
Regen, Dampf und Geschwindigkeit – der Zug „Great Western“ von William Turner aus dem Jahr 1844

Florian Illies bezeichnet das Bild im Zeit-Magazin als „das vielleicht verrückteste Gemälde von Spitzweg“ und nutzt die Besprechung zur Versteigerung am 5. April 2008 zu einem spöttischen Seitenhieb auf den Transrapid München – dessen Scheitern am Erscheinungstag des Artikels erklärt wurde – und seinen Unterstützer Edmund Stoiber. Illies stellt die Frage, ob Gnom, Eisenbahn betrachtend gegenüber dem vier Jahre älteren Gemälde Regen, Dampf und Geschwindigkeit – der Zug der „Great Western Railway“ von William Turner ein Rückschritt sei, und beantwortet sie damit, dass zum einen zwar die Kleinbürgerlichkeit von Spitzwegs Gemälden sichtbar werde. Zum anderen aber karikiere Spitzweg meisterhaft seine Gegenwart „als märchenhafte Zwergenwelt […], die glaubt, das Kommen und Gehen der Moderne aus ihren sicheren Höhlen beobachten zu können.“ Dabei spare Spitzweg nicht an Kritik an sich selbst – der Blickwinkel des Malers zeigt, dass seine Position schließlich noch tiefer in der Höhle liegt als die des Gnoms. Selbstironisch kommentiere Spitzweg also „seinen Ruf als biedermeierlicher Sonntagsmaler, der die Zeit anhalten will.“ Abschließend würdigt Illies Spitzweg als „vor allem malerisch und kompositorisch eine[n] der besten Maler […], die es im deutschen 19. Jahrhundert gab.“

## Provenienz
Gnom, Eisenbahn betrachtend gehörte zunächst Major Karl Loreck, einem angeheirateten Neffen von Spitzweg, und ging dann in den Besitz von Hugo Helbing, München, über. In der Folge wurde es Teil der Sammlung E. Ullmann, Wien. Dann ging es an H. Meyer, München und 1951 an H. E. Martini, Augsburg. Der alternative Titel Gnomen entstand wohl in dieser Zeit, weil Günther Rönnefahrt für sein Werkverzeichnis nur eine Schwarzweißfotografie vorlag und er im Schatten der Höhle einen zweiten Gnom zu erkennen glaubte. Am 5. April 2008 wurde das Bild, das auf 30.000 Euro geschätzt worden war, bei Ketterer Kunst für 69.600 Euro an einen fränkischen Sammler verkauft.